# Ricardo Silva
Ricardo Silva Elizondo (Ciudad de México, 7 de febrero de 1954-Ciudad de México, 7 de febrero de 2021) fue un intérprete y actor de doblaje mexicano. Más conocido por interpretar temas de famosos anime, como el primer tema de apertura de Dragon Ball Z, «Cha-La-Head-Cha-La», y el tema de Digimon Adventure 02 «Impacto rojo» («Target»), así como los temas de apertura de Supercampeones, Robots Ninja, Eyeshield 21, entre otros. Además, es el intérprete de temas de famosas series animadas como Chip y Dale al rescate, ¡Jakers!, las aventuras de Piggley Winks, Patoaventuras, Los osos Gummi, El Pato Darkwing, Las tortugas ninja (donde cantó el tema de apertura de la serie junto con su hermano Nicolás Silva) y muchos más doblajes.
Falleció el 7 de febrero de 2021 a los 67 años por complicaciones respiratorias del COVID-19. Días antes de su contagio, su madre, Teresa Elizondo, y su hermano Luis Silva fallecieron por esa misma enfermedad, mientras que 3 semanas antes de su deceso se cumplió el tercer aniversario luctuoso de su hermano el también cantante de doblaje Nicolás Silva, quien falleció el 31 de enero de 2018 a causa de unas complicaciones cardíacas que padecía meses atrás.

## Intérprete
Anime
| - Kenichi (ending) - Digimon 02 (opening) - Robots Ninja (opening) - Eyeshield 21 (opening) - Inuyasha (coros del opening) - Supercampeones (opening) - Supercampeones J (opening) - Supercampeones 2002 (opening) | - Gulliver Boy (opening y ending) - Kenichi (coros del opening y ending) - El paraíso de Hello Kitty (opening) - Dragon Ball Z (opening y coros del ending) - Pokémon (banda sonora: «¡Para ser un maestro!», coros de «Por siempre juntos», «Querer es poder» y «Tengo que ser un maestro Pokémon») - Opening Doraemon "donde están las gatas" |

Series tokusatsu
| - Tokkyuu Shirei Solbrain (Super Rescate Solbrain en Latinoamérica), tema de apertura y tema de cierre |

Series animadas
| - South Park (tema de apertura) - Pato Darkwing (tema de apertura) - Sonic: El héroe (tema de apertura) - Los Osos Gummi (tema de apertura) - Bob el constructor (tema de apertura) - Sonic Underground (voz cantada de Sonic) - Chip y Dale al rescate (tema de apertura) - Los pequeños Muppets (tema de apertura - Gasparín y sus amigos (tema de apertura - Phineas y Ferb (tema «Yo no tengo ritmo») - Los aventureros del aire (tema de apertura) - La escuela del rino volador (tema de apertura) - Tortugas Ninja (tema de apertura, junto con Nicolás Silva) | - ¡Jakers!, las aventuras de Piggley Winks (tema de apertura, junto con Abel Membrillo) - Las nuevas aventuras de Winnie Pooh (tema de apertura) - La casa de los dibujos (temas «El sol brillando está» y «La hora llegó») - T.U.F.F. Puppy, agente secreto (voz cantada de monos locos en el capítulo «Monerías») - Las aventuras de Silvestre y Piolín (tema de apertura, junto con Rocío Garcel y María de Jesús Terán) - Manny a la obra (tema de apertura, junto con Habib Antonio, Romina Marroquín Payró y Claudia Bramnfsette) - Patoaventuras (tema de apertura, junto con María de Jesús Teherán, Rocío Garcel, Arturo Mercado y Nicolás Silva) |

Películas animadas
| - Shrek (coros) - Shrek 2 (coros) - Tom Sawyer (voz cantada de Tom Sawyer) - Pulgarcita (voz cantada del príncipe Cornelius) - El rey y yo (voz cantada del príncipe Chulalongkorn) - La Espada Mágica: En busca de Camelot (voz cantada de Cornwall) - La tierra antes del tiempo II: La gran aventura (voz cantada de Petrie) - Una ratoncita valiente (voz de cantante en los créditos finales, redoblaje) | - Rudolph, el reno de la nariz roja (tema «Nuestra meta lograremos alcanzar») - La princesa encantada 2: El secreto del castillo (voz cantada del príncipe Derek) - La princesa encantada 3: El misterio del tesoro encantado (voz cantada del príncipe Derek) - Un cuento americano 4: El misterio del monstruo de la noche (voz cantada de Tony Toponi) - Spirit: el corcel indomable (coro de «Este es mi hogar») |

Películas
- Los Muppets (voz cantada de Floyd Pepper)
- El Hombre Araña (voz de cantante en subterráneo)
- Solo amigos (la voz de Dusty Dinkleman —Chris Klein— cuando Jamie sonríe)

Series de televisión
- Wishbone (tema de apertura)
- Zoboomafoo (voz cantada de Zoboo; temas «¿Quién puede ser?», «Al armario» y «Mi amigo animal»)

## Doblaje
Películas
- Scary Movie 3 (John Wilson)
- Miss Simpatía (agente Grant)
- Sobreviviendo a la Navidad (Chad)
- Búsqueda implacable (Victor)
- Amor a segunda vista (reverendo)

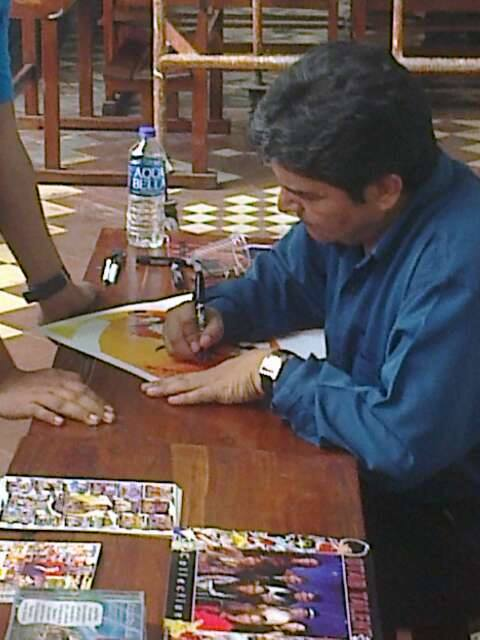
Ricardo Silva firmando autógrafos en Guayaquil, en 2014

- Los ángeles de Charlie: Al límite (director de escena, Irlandés 3)
- Fuerzas de la naturaleza (voces diversas)
- Una loca en la corte del rey Arturo (voces diversas)
- Los Muppets y el mago de Oz (voces diversas)
- The Matrix (Mouse)

Series animadas
- Bob el constructor (Scoop)
- Phineas y Ferb (Sherman)
- Las chicas superpoderosas (Gnomey)
- Thomas y sus amigos (Henry en temporadas 13-19)[4]
- La vida moderna de Rocko (capitán Bazofia)
- My Little Pony FIM (Cheese Sandwich)

Películas animadas
- Shrek tercero (titiritero)
- El gigante de hierro (piloto en avión)
- Tarzán (voces diversas)
- El extraño mundo de Jack, Demonio Arlequin / Momia / Mediano Sr. Hyde
- Policías y ratones, secuaz de Rátigan #4

Series de televisión
- Lost (voces adicionales)
- Grey's Anatomy (voces adicionales)

Televisión nacional
- Décadas (invitado especial e interpretación en vivo de «Cha-La Head-Cha-La», de Dragon Ball Z)